# Wittstock (Filmreihe)
Unter dem Titel Wittstock veröffentlichte der deutsche Dokumentarfilm-Regisseur Volker Koepp (* 22. Juni 1944) eine siebenteilige Reihe von Dokumentarfilmen von 1975 bis 1997. Die Filme dokumentieren als Milieustudie und Langzeitdokumentarfilm das Leben und die Veränderungen in Wittstock/Dosse, einer Kleinstadt im damaligen DDR-Bezirk Potsdam, heute im Landkreis Ostprignitz-Ruppin im Nordwesten von Brandenburg. Dabei werden die drei Frauen Renate, Edith und Elsbeth aus dem Bereich der Textilindustrie 22 Jahre lang begleitet.
Im Einzelnen sind erschienen:
- 1975 Mädchen in Wittstock (19 min): Der Film betrachtet insbesondere die Arbeiterinnen des VEB Obertrikotagenbetrieb „Ernst Lück“ Wittstock/Dosse, das von rund 1.000 auf rund 3.000 Arbeiterinnen erweitert werden soll. Der Film befasst sich mit der Berufstätigkeit von Frauen in der damaligen DDR.[1]
- 1976 Wieder in Wittstock: Erneut werden in diesem Kurz-Dokumentarfilm (21 min) die Textilverarbeiterinnen aus dem ersten Film im Alltag begleitet.[2]
- 1978 Wittstock III (32 min): Der Film konzentriert sich auf die Bandleiterin Edith Rupp.[3]
- 1981 Leben und Weben (Wittstock IV) (27 min): Edith Rupp, mittlerweile Obermeisterin, gibt einen Rückblick auf die vergangenen Jahre in der Fabrik.[4]
- 1984 Leben in Wittstock (Wittstock V – 1 h 21 min): Neue Aufnahmen und Erzählungen der drei Arbeiterinnen Renate, Edith und Elsbeth werden mit alten Aufnahmen der zurückliegenden Teile vermischt.[5]
- 1991/92 Neues in Wittstock DEFA mit LA September. (Wittstock VI, 1 h 36 min): Nach der Wiedervereinigung Deutschlands kommt es zur Schließung des Betriebs. Der Film schildert die Eindrücke der Arbeiterinnen.[6]
- 1997 Wittstock, Wittstock (Kruschke Film- und Fernseh-Produktion mit BR, ORB, SFB; 1 h 53 min): Der Film begleitet erneut Renate, Edith und Elsbeth, die mittlerweile Gelegenheitsjobs haben.[7]